# Proacidalia emilocuples
Proacidalia emilocuples är en fjärilsart som beskrevs av B.C.S Warren 1955. Proacidalia emilocuples ingår i släktet Proacidalia och familjen praktfjärilar. Inga underarter finns listade i Catalogue of Life.